# Abd ar-Rahmán marokkói szultán
Abd ar-Rahmán (1778. november 18. – 1859. augusztus 28., Meknesz) marokkói szultán 1822-től haláláig.
Nagybátyját, Szulejmánt követte 1822-ben Marokkó trónján. Ráttermett adminisztrátorként vezette országát, és számos közhasznú létesmény építtetése fűződik a nevéhez. Hosszú uralkodása alatt nem volt képes a független marokkói törzseket hódolatra kényszeríteni. Ennek ellenére több felkeléssel kellett megküzdenie lázadók részéről (1824, 1828, 1831, 1843, 1849).
Nagyobb veszélyt jelentettek hatalmára az európai hatalmakkal való konfliktusai. Mint a korábbi marokkói szultánok, Abd ar-Rahmán is elfogadhatónak tartotta a kalózkodás támogatását pénzbevételi forrás céljából. Az elfogott európai hajók miatt az angolok Tangert vették blokád alá, az osztrákok Arzila, Larache és Tetuán kikötőjét kezdték el bombázni (1828). 1851-ben Salé kikötőt támadták meg európaiak a kalózkodás miatt.
A szultán támogatta az algériai Abd el-Káder francia ellenes harcaiban, emiatt azonban maga is háborúba keveredett a nagyhatalommal. Az 1844 októberi tengeri egyezmény keretében a Abd ar-Rahmán végül kénytelen volt elismerni az algériai francia uralmat. Az is igaz viszont, hogy a szultán több sikeres kereskedelmi szerződés kötött európaiakkal, országának függetlenségét pedig sikerült megőriznie közel 40 évig tartó kormányzása alatt.
81. életévében hunyt el 1859-ben. A trónon fia, IV. Mohamed követte.